# Monocosmoecus hyadesi
Monocosmoecus hyadesi is een schietmot uit de familie Limnephilidae. De soort komt voor in het Neotropisch gebied.